# Benjamin Eurico Cruz
Benjamim Eurico Cruz (Rio de Janeiro, 2 de maio de 1915 – Rio de Janeiro, 1 de julho de 1992) foi um advogado que fez toda a sua carreira no ministério público do trabalho, ministro do trabalho e previdência social e político brasileiro.

## Biografia
Estudou na Escola Deodoro da Fonseca, no Colégio Batista da Tijuca,  e no Colégio Mallet Soares nos bairros cariocas da Glória,Tijuca e Copacabana, respectivamente.
Bacharelado em Direito pela Universidade do Brasil, na turma de 1937. Inscrito na Ordem dos Advogados do Brasil, seção Rio de Janeiro, então Distrito Federal. Integrou a turma de 1955 da Escola Superior de Guerra, ESG.
Em 1941 começou sua carreira como procurador da Justiça do Trabalho, nomeado por Getúlio Vargas. Inicialmente em São Paulo, sendo um dos que fundaram este ramo do Judiciário Brasileiro, ao lado de Arnaldo Lopes Süssekind, Brígido Tinoco e Evaristo de Moraes Filho. Mais tarde, foi transferido para o Rio de Janeiro, onde chegou a Procurador Regional do Trabalho.
Foi nomeado diretor do Departamento de Organização e Assistência Sindical (DOAS) e conselheiro da Comissão do Imposto Sindical em 1961. No ano seguinte, passou a presidir esta Comissão. Também dirigiu o DNT, Departamento Nacional do Trabalho. Negociou e obteve solução para muitas greves que se desenvolveram neste período, como a dos bancários e dos trabalhadores da Companhia Nacional de Álcalis. Assumiu o posto de Ministro do Trabalho e da Previdência no gabinete presidido por Hermes Lima, em 4 de dezembro de 1962, durante o período parlamentarista do Governo do Presidente João Goulart, Jango (cf.Folha de S. Paulo e O GLOBO, op. cit.), na vaga deixada por João Pinheiro Neto.
Sua nomeação encerrou uma crise, que havia se iniciado, quando o ministro anterior, João Pinheiro Neto, acusou abertamente Lincoln Gordon, o então embaixador em Washington Roberto Campos e Otávio Gouveia de Bulhões (diretor da Superintendência da Moeda e Crédito)de subordinarem o Brasil às políticas do Fundo Monetário Internacional.
Enquanto ser humano e ministro, passou à história, ao ser distinguido pelo cronista Nelson Rodrigues , (op. cit.),"...sem pose, sem afetação, sem casaca, um homem cuja bondade estarrecia. Como era de uma qualidade pessoal e humana raríssima e escandalosa passou pouco tempo. ..."..